# Си Ајл Сити (Њу Џерзи)
Си Ајл Сити (енгл. Sea Isle City) град је у америчкој савезној држави Њу Џерзи. По попису становништва из 2010. у њему је живело 2.114 становника.

## Демографија
Према попису становништва из 2010. у граду је живело 2.114 становника, што је 721 (25,4%) становника мање него 2000. године.
| Група             | 2000.         | 2010.         |
| Белци             | 2.750 (97,0%) | 2.044 (96,7%) |
| Афроамериканци    | 8 (0,3%)      | 2 (0,1%)      |
| Азијати           | 10 (0,4%)     | 4 (0,2%)      |
| Хиспаноамериканци | 30 (1,1%)     | 51 (2,4%)     |
| Укупно            | 2.835         | 2.114         |